# Rättssakkunnig
Rättssakkunnig är i Sverige en titel som innehas av vissa tjänstemän vid Regeringskansliet. Rättssakkunniga är tjänstlediga hov- eller kammarrättsassessorer och utför kvalificerat juridiskt arbete, såsom att skriva propositioner med lagförslag.